# Dala, Älvsåkers distrikt
Dala är en bebyggelse i Älvsåkers socken i norra delen av Kungsbacka kommun, Hallands län. Bebyggelsen avgränsades till en småort före 2015, därefter räknas den som en del av tätorten Göteborg.